# Celithemis eponina
Célithème géante
Espèce
Celithemis eponina, la Célithème géante, est une espèce nord-américaine de libellules de la famille des Libellulidae (sous-ordre des Anisoptères, ordre des Odonates). 

## Répartition et habitat
Celithemis eponina est présente sur l'ensemble de la côte est jusqu'au centre des États-Unis. Au Canada, elle est mentionnée dans les provinces de l'Ontario et du Québec. Elle est également présente au Mexique et dans les Antilles (Cuba).
On la retrouve dans les étangs, mare et marais. Il est aussi fréquent de l'observer dans les milieux ouverts herbeux à proximité des plans d'eau.

## Description
Facilement reconnaissable, cette célithème est la plus large de son genre. L'adulte mesure entre 36 et 42 mm. Les ailes antérieures et postérieures sont de couleur ambrée avec une série de taches brune. Le stigma est de couleur rouge. Chez le mâle mature, l'abdomen est brun avec des taches orange en continu. Chez la femelle et les immatures des deux sexes, l'abdomen est également brun mais avec des taches jaunes en continu et le stigma est de couleur jaune.

## Systématique
Le nom valide complet (avec auteur) de ce taxon est Celithemis eponina (Drury, 1773).
L'espèce a été initialement classée dans le genre Libellula sous le protonyme Libellula eponina Drury, 1773.
Ce taxon porte en français le nom vernaculaire ou normalisé suivant : Célithème Géante,.
Celithemis eponina a pour synonymes :
- Libellula camilla Rambur, 1842
- Libellula eponina Drury, 1773
- Libellula lucilla Rambur, 1842